# 塘㙍镇
塘㙍镇，又作塘缀镇，是中华人民共和国广东省湛江市吴川市下辖的一个乡镇级行政单位。

## 歷史沿革
明万历四十八年（1620），塘㙍河两岸逐渐形成上、中、下、三圩，合称为塘㙍圩。1953年前为吴川县第五区。1958年成立塘㙍公社。1983年改为区。1987年3月撤区建镇。2003年12月，撤销板桥镇，并入塘㙍镇。

## 行政区划
塘㙍镇下辖以下地区：
塘溪社区、新华社区、南埇村、杨屋村、中堂村、翟屋村、上圩村、塘缀村、大洋村、社山村、三丫村、西埇村、石埠村、樟山村、岭脚村、龙安村、新桥村、塘下村、山瑶村、上杭村、郊桥村、板桥村、屋地山村、东岸村、塘连村、东村和企石村。